# Taiyuan
Taiyuan je grad u središnjoj Kini. Glavni je grad provincije Shanxi. Ime mu u prijevodu znači "Velike ravnice".

## Povijest
Taiyuan je nastao oko 500. pr. Kr. i tada se zvao Jinyang. Ime Taiyuan je dobio u doba dinastije Qin u 3. st. pr. Kr. Car Li Shimin iz dinastije T'ang koji je vladao u 7. st. potječe iz Taiyuana. U doba dinastije T'ang je Taiyuan bio drugi glavni grad i najvažniji kulturni centar Kine. Grad je bio centar širenja budizma u Kini. Nakon dolaska dinastije Sung u 10. st. se gradi novi grad nedaleko starog. 1107. postaje sjedište provincije Hedong (sjeverni Shanxi). U 14. st. je dobio ime Taiyuan Fu koje je imao do 1912.
1900. je u Taiyuanu pogubljeno 77 zapadnih misionara. 1907. je sagrađena željeznička pruga do Shijiazhuanga i dalje prema Pekingu i od tada jača gospodarsko značenje grada. Nakon rušenja carstva 1911. je u Shanxiju zavladao vojskovođa Yen Hsi-shan i vladao je do dolaska komunista 1948. Grad se i dalje gospodarski razvijao. Krajem 2. svjetskog rata se japanska vojska predala Yen Hsi-shanu i zajedno s njim borila protiv komunista. U komunističkom razdoblju se nastavlja industrijski razvoj grada. Favorizira se teška industrija (ugljen, čelik) i proizvodnja cementa. Jače se razvija rudarstvo.

## Zemljopis
Taiyuan je smješten u planinskom prostoru na rijeci Fen. U planinama u okolici grada postoje jedne od najvećih svjetskih zaliha ugljena. Klima je umjereno-kontinentska s vrućim ljetima i hladnim zimama. Ljeti padne najveća količina padalina, a zimi je suša.

## Gospodarstvo
Taiyuan je jedan od najznačajnijih kineskih industrijskih centara. Najvažniji je centar industrijske regije Shanxi. Najvažnija je metaloprerađivačka industrija i proizvodnja cementa. Oko Taiyuana postoje najveći rudnici ugljena u Kini i jedni od najvećih u svijetu. Zbog toga postoje značajni ekološki problemi, te je Taiyuan jedan od najzagađenijih kineskih gradova. U novije vrijeme se razvija znanost i istraživanje.

## Znamenitosti
U Taiyuanu postoje građevine i hramovi nastali tokom kineske povijesti. Najznačajniji je budistički samostan Chongshan i hramovi Jinci i Pagoda blizanaca (najviša budistička pagoda u Kini). Značajni su parkovi Longtan i Yinze s jezerima. Parkovi su planski građeni prema planu UN-a kojim se želi uspostaviti ekološka ravnoteža zbog velikog zagađenja u gradu.

## Gradovi prijatelji
- Chemnitz, Njemačka
- Himeji, Japan
- Launceston, Australija
- Nashville, Tennessee, SAD
- Newcastle upon Tyne, Ujedinjeno Kraljevstvo
- Syktyvkar, Rusija
- Saratov, Rusija